# Annette Michler-Hanneken
Annette Michler-Hanneken (geborene Michler; * 1963 in Hattingen) ist sechsfache deutsche Meisterin im Kunstturnen. Nach dem Rücktritt von Uta Schorn dominierte sie drei Jahre lang das Wettkampfgeschehen in der Bundesrepublik Deutschland und konnte auch international überzeugen. Als erster westdeutscher Athletin gelang ihr zweimal der Einzug in das Mehrkampffinale bei Turn-Weltmeisterschaften.

## Sportliche Erfolge
Annette Michler besuchte von 1973 bis 1982 das Gymnasium Holthausen in Hattingen. Ihre erste Deutsche Kunstturnmeisterschaft errang sie 1977 auf dem Schwebebalken. 1978 und 1979 konnte sie diesen Titel erfolgreich verteidigen. Ebenfalls 1978 und 1979 wurde sie Deutsche Kunstturnmeisterin im Mehrkampf. 1978 gewann sie außerdem die Deutsche Meisterschaft am Stufenbarren. Sie startete für den TuS Hattingen.
Zweimal nahm Annette Michler an Turn-Weltmeisterschaften teil. In den von Turnerinnen aus den Ostblock-Staaten dominierten Titelkämpfen gelangte sie als eine der wenigen westlichen Teilnehmerinnen in die Finalrunden der besten 36. Bei den XIX. Turn-Weltmeisterschaften 1978 in Straßburg (Frankreich) belegte sie den 9. Platz der Mannschaftswertung und den 21. Platz der Einzelwertung in der Kategorie Mehrkampf, die bis dahin höchste Platzierung einer Kunstturnerin aus der Bundesrepublik. Ein Jahr später erreichte sie bei den XX. Turn-Weltmeisterschaften in Fort Worth (USA) Platz 13 mit der Mannschaft und Platz 27 im Mehrkampf. Auch in den USA war sie die beste westdeutsche Starterin.
Bei der XIII. Turn-Europameisterschaften 1979 in Kopenhagen stand Annette Michler erneut im Mehrkampffinale. Wiederum als beste westdeutsche Teilnehmerin belegte sie diesmal Platz 23.

## Heutige Tätigkeit
Nach ihrem Abitur 1982 absolvierte sie ein Studium zur Diplom-Sportlehrerin. Heute arbeitet Annette Michler-Hanneken bei der Landesunfallkasse Nordrhein-Westfalen (Düsseldorf) als Fachreferentin für Sport und Bewegungsförderung. Sie ist zuständig für die Bereiche Arbeits- und Gesundheitsschutz mit dem Schwerpunkt Schulen und Kindertagesstätten. In dieser Eigenschaft wirkte sie in der Steuerungsgruppe des Handlungsprogramms „Sicherungs- und Gesundheitsförderung im Schulsport NRW“. In einem weiteren Projekt war sie an der Erarbeitung von Normen zur Unfallprävention bei Planung, Aufbau und Betrieb von Hoch- und Niedrigseilgärten beteiligt.